# Kane & Lynch 2: Dog Days
Kane & Lynch 2: Dog Days es un videojuego de disparos en tercera persona de 2010 desarrollado por IO Interactive, publicado por Square Enix para Microsoft Windows, PlayStation 3 y Xbox 360. Es la secuela de Kane & Lynch: Dead Men. El juego sigue a los criminales Adam "Kane" Marcus y James Seth Lynch, quienes se reúnen en la ciudad de Shanghai, China para un trato de armas, tras haber acordado dividir el dinero para su jubilación. Sin embargo, cuando las cosas van mal, los dos se encuentran rápidamente luchando por sobrevivir y escapar cuando se convierten en objetivos de todo el inframundo de Shanghai.
- Datos: Q2275550